# Pseudopedicellina mutabilis
Pseudopedicellina mutabilis är en bägardjursart som beskrevs av Toriumi 1951. Pseudopedicellina mutabilis ingår i släktet Pseudopedicellina och familjen Barentsiidae. Inga underarter finns listade i Catalogue of Life.